# Лийвик, Сийм
Сийм Лийвик (родился 14 февраля 1988, Пайде, Эстонская ССР, СССР) — эстонский и финский профессиональный хоккеист, крайний нападающий.

## Биография
Сийм Лийвик родился 14 февраля 1988 года в Пайде.

### Карьера
В раннем возрасте Сийм Лийвик уехал в Финляндию, где попал в систему клуба ХИФК, за который выступал с небольшим перерывом до окончания сезона 2012/2013. В составе клуба «ХИФК» Лийвик стал чемпионом Финляндии в сезоне 2010/2011.
В 2013 году Лийвик был дисквалифицирован на один матч в серии плей-офф сезона 2012/2013 за то, что назвал игрока команды «Таппара», шведа боснийского происхождения, Драгана Умичевича цыганом. На дисциплинарной комиссии Лийвик отрицал факт оскорбления.
По окончании первенства Сийм Лийвик перешёл в другой финский клуб — «Эспоо Блюз».

### Сборная
В 2008 году Сийм Лийвик выступал за сборную Финляндии на молодежном Чемпионате мира в чешском Пардубице.
Спустя десять лет Лийвик, так и не дождавшись вызова в основную команду «Суоми», дебютировал за сборную своей родины — Эстонии. Первую встречу за сборную Эстонии сыграл в 2018 году на Кубке Балтии против Латвии.
Однако из-за участия в официальных встречах за молодёжную сборную Финляндии Лийвик не получил разрешения играть за эстонскую команду на Чемпионате мира.

## Достижения
- Чемпион СМ-Лиги: 2011

## Личная жизнь
В 2011 году Сийм Лийвик под псевдонимом Märkä-Simo снялся в клипе финской рэп-группы JVG.[значимость факта?]